# Max-Reimann-Stadion
Le Leichtathletikstadion est un stade d'athlétisme situé à Cottbus en Allemagne, inauguré en 1980 après sa reconstruction.
Il a hébergé la 8e édition des Championnats d'Europe juniors d'athlétisme en 1985. En 1990, il a été utilisé pour un concert en plein air d'Udo Lindenberg. Chaque année, s'y réunit le German Meeting. Sa capacité est de 19 000 places dont 4 000 assises.